# Way Down in the Jungle Room
Way Down in the Jungle Room è un doppio album compilation di Elvis Presley pubblicato nel 2016 dalla RCA Records/Legacy.

## Descrizione

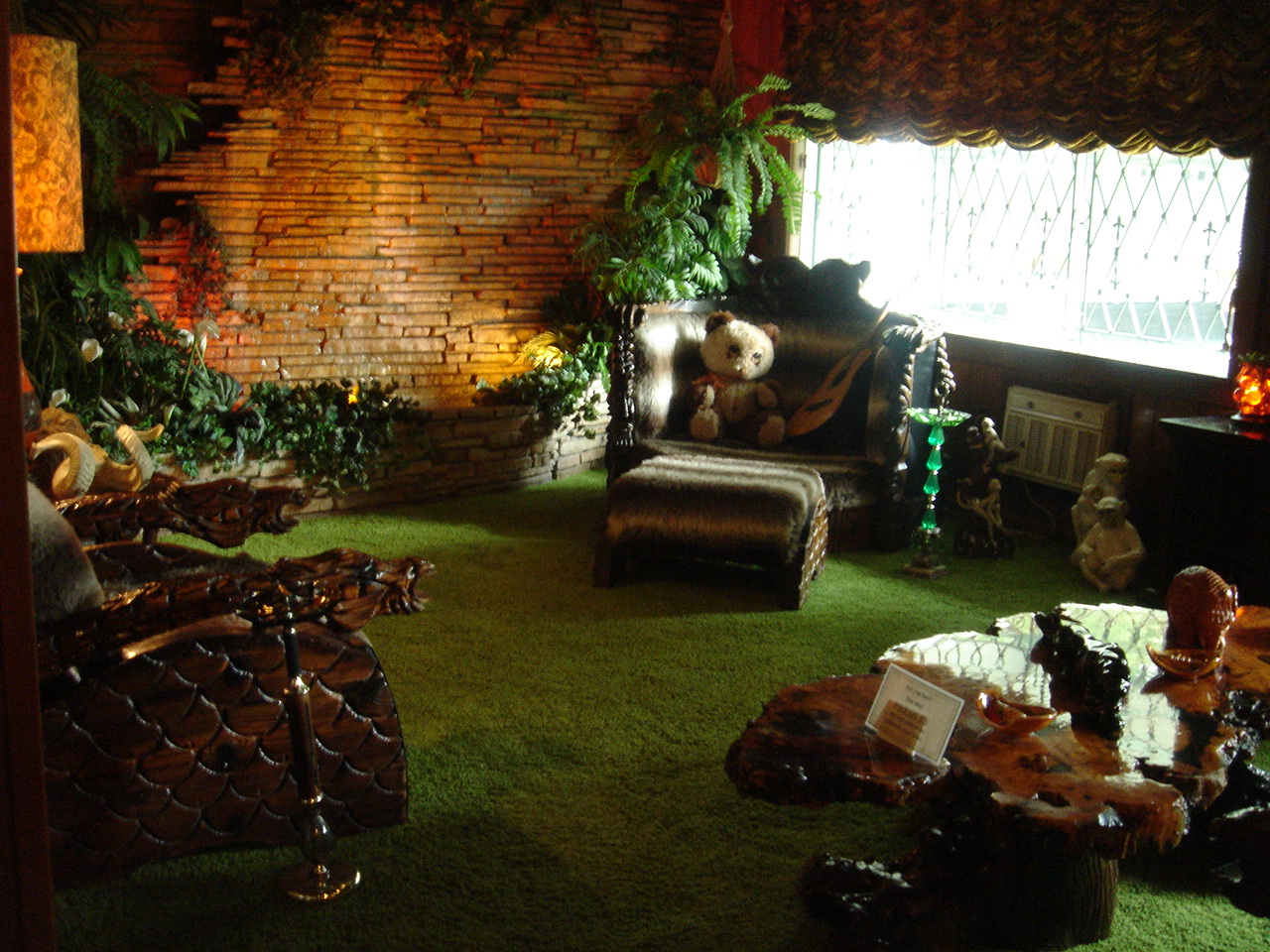
La Jungle Room, Graceland

L'album include incisioni master e outtake tratte da due sessioni di registrazione tenutesi il 2–8 febbraio 1976 e il 28–30 ottobre 1976 nella "Jungle Room", uno studio di registrazione casalingo a Graceland, la residenza di Elvis. Il primo disco si intitola The Masters e contiene materiale già pubblicato negli album From Elvis Presley Boulevard, Memphis, Tennessee (1976) e Moody Blue (1977). Il secondo disco, The Outtakes, include versioni differenti di brani musicali non incluse nelle versioni finali degli album e dialoghi in studio remixati da Matt Ross-Spang presso il Sam Phillips Recording Studio.

## Tracce
Disco 1 - The Masters
1. Way Down – 2:38 (Layng Martine Jr.)
2. She Thinks I Still Care – 3:51 (Dickey Lee)
3. Bitter They Are, Harder They Fall – 3:17 (Larry Gatlin)
4. Pledging My Love – 2:51 (Fats Washington, Don Robey)
5. For the Heart – 3:22 (Dennis Linde)
6. Love Coming Down – 3:07 (Jerry Chesnut)
7. He'll Have to Go – 4:32 (Joe Allison, Audrey Allison)
8. Blue Eyes Crying in the Rain – 3:41 (Fred Rose)
9. Hurt – 2:07 (Jimmie Crane, Al Jacobs)
10. Never Again – 2:51 (Billy Edd Wheeler, Chesnut)
11. Danny Boy – 3:56 (Frederic Weatherly)
12. Solitaire – 4:40 (Neil Sedaka, Phil Cody)
13. Moody Blue – 2:49 (Mark James)
14. It's Easy for You – 3:27 (Andrew Lloyd Webber, Tim Rice)
15. I'll Never Fall in Love Again – 3:44 (Lonnie Donegan, Jimmy Currie)
16. The Last Farewell – 4:02 (Roger Whittaker, Ron Webster)

Durata totale: 54:55
Disco 2 - The Outtakes
1. Bitter They Are, Harder They Fall (take 1) – 5:15 (Gatlin)
2. She Thinks I Still Care (take 10) – 6:30 (Lee)
3. The Last Farewell (take 2) – 4:15 (Whittaker, Webster)
4. Solitaire (take 7) – 5:37 (Sedaka, Cody)
5. I'll Never Fall In Love Again (take 5) – 4:04 (Donegan, Currie)
6. Moody Blue (take 1) – 3:53 (James)
7. For the Heart (take 1) – 3:55 (Linde)
8. Hurt (take 3) – 2:30 (Crane, Jacobs)
9. Danny Boy (take 9) – 4:02 (Weatherly)
10. Never Again (take 9) – 3:56 (Wheeler, Chesnut)
11. Love Coming Down (take 3) – 3:17 (Chesnut)
12. Blue Eyes Crying in the Rain (take 4) – 4:59 (Rose)
13. She Thinks I Still Care (alternate version - take 2) – 4:26 (Lee)
14. It's Easy for You (take 1) – 5:24 (Webber, Rice)
15. Way Down (take 2) – 3:50 (Martine Jr.)
16. Pledging My Love (take 3) – 5:34 (Washington, Robey)
17. For the Heart (take 4) – 4:13 (Linde)

Durata totale: 75:40